# العلاقات اليونانية الناوروية
العلاقات اليونانية الناوروية هي العلاقات الثنائية التي تجمع بين اليونان وناورو.

## مقارنة بين البلدين
هذه مقارنة عامة ومرجعية للدولتين:
| وجه المقارنة                                              | اليونان                                                                             | ناورو                          |
| --------------------------------------------------------- | ----------------------------------------------------------------------------------- | ------------------------------ |
| المساحة (كم2)                                             | 131.96 ألف                                                                          | 21                             |
| عدد السكان (نسمة)                                         | 10.76 مليون                                                                         | 10.08 ألف                      |
| الكثافة السكانية (ن./كم²)                                 | 81.54                                                                               | 48.00 ألف                      |
| العاصمة                                                   | أثينا، نافبليو                                                                      | ضاحية يارين                    |
| اللغة الرسمية                                             | لغة يونانية، اليونانية الديموطيقية ‏                                                 | اللغة الناورونية، لغة إنجليزية |
| العملة                                                    | يورو، دراخما، فينيكس يوناني ‏                                                        | دولار أسترالي                  |
| الناتج المحلي الإجمالي (بليون دولار)                      | 200.29 مليار                                                                        | 113.88 مليون                   |
| الناتج المحلي الإجمالي (تعادل القوة الشرائية) بليون دولار | 285.45 مليار                                                                        | 162.98 مليون                   |
| الناتج المحلي الإجمالي الاسمي للفرد دولار أمريكي          | 18.00 ألف                                                                           | 9.83 ألف                       |
| الناتج المحلي الإجمالي للفرد دولار أمريكي                 | 26.85 ألف                                                                           |                                |
| مؤشر التنمية البشرية                                      | 0.865                                                                               |                                |
| رمز المكالمات الدولي                                      | +30                                                                                 | +674                           |
| رمز الإنترنت                                              | .gr                                                                                 | .nr                            |
| المنطقة الزمنية                                           | توقيت شرق أوروبا، ت ع م+02:00، ت ع م+03:00، توقيت شرق أوروبا الصيفي ‏، أوروبا/أثينا ‏ | ت ع م+12:00                    |

## منظمات دولية مشتركة
يشترك البلدان في عضوية مجموعة من المنظمات الدولية، منها:
| علم المنظمة | اسم المنظمة                   | تاريخ انضمام اليونان | تاريخ انضمام ناورو |
| ----------- | ----------------------------- | -------------------- | ------------------ |
|             | يونسكو                        | 4 نوفمبر 1946        | 17 أكتوبر 1996     |
|             | الاتحاد البريدي العالمي       | ?                    | ?                  |
|             | منظمة الشرطة الجنائية الدولية | ?                    | ?                  |
|             | الأمم المتحدة                 | 25 أكتوبر 1945       | 14 سبتمبر 1999     |
|             | الاتحاد الدولي للاتصالات      | 1866                 | 10 يونيو 1969      |
|             | منظمة حظر الأسلحة الكيميائية  | ?                    | ?                  |

## وصلات خارجية
- موقع وزارة الخارجية اليونانية